# Akemi Kuniyoshi-Kuhn
Akemi Kuniyoshi-Kuhn (* 1953 in Okinawa) ist eine japanische Pianistin und Komponistin des Avantgarde Jazz und der Neuen Improvisationsmusik.

## Leben und Wirken
Akemi Kuniyoshi erhielt eine klassische Ausbildung und gewann 1967 auf Okinawa den Wettbewerb Junger Musiker des Jahres; sie studierte dann ab 1973 an der Shobi Akademie in Tokio und trat in dieser Zeit in Nachtclubs und Sushi-Restaurants als Pianistin und Sängerin auf, u. a. mit Elton-John-Songs.

1978 zog sie nach England, wo sie seitdem als Solistin und in verschiedenen Formationen arbeitet und einige Alben für Leo Records aufnahm. Sie hatte ein Trio mit Marcio Mattos und Eddie Prévost, tourte mit Sylvia Hallett, Marj McDaid und Tony Wren in Three Fish and a Bicycle und spielte im Improvisations-Quintett Coherents mit Chris Green und Gerry Gold. Als Solistin trat sie vorwiegend in Großbritannien und der Schweiz auf, u. a. in der Queen Elizabeth Hall und im Purcell Room in London sowie in einigen Radiosendungen bei BBC Radio 3.
In den 2000er Jahren arbeitete sie mit der Akemi Kuniyoshi Group, der der Multi-Instrumentalist Paul Moss, der Trompeter Gerry Gold und der chilenische Perkussionist Lukax Santana angehören.

## Diskographische Hinweise
- Arp Trio: ARP Music (Leo Lab) mit Paul Moss, Russell Lambert
- Kuniyoshi/Mattos/Prevost: Handscapes (Leo)
- Motion-E-Motion (Leo) solo
- Coherents: Red Shift (Leo)
- Coherents: K'thah (Leo)